# Selenops canasta
Espèce
Selenops canasta est une espèce d'araignées aranéomorphes de la famille des Selenopidae.

## Distribution
Cette espèce est endémique de la  province de Guantánamo à Cuba,. Elle se rencontre dans la Sierra de Canasta.

## Description
La femelle holotype mesure 6,75 mm et le mâle paratype 6,10 mm.

## Étymologie
Son nom d'espèce lui a été donné en référence au lieu de sa découverte, la Sierra de Canasta.

## Publication originale
- Alayón, 2005 : La familia Selenopidae (Arachnida: Araneae) en Cuba. Solenodon, vol. 5, p. 10-52.